# کوستوملاتی پود ریپم
کوستوملاتی پود ریپم (به چکی: Kostomlaty pod Řípem) یک منطقهٔ مسکونی در جمهوری چک است که در ناحیه لیتومیریتسه واقع شده‌است. کوستوملاتی پود ریپم ۷٫۸۹ کیلومتر مربع مساحت و ۴۵۸ نفر جمعیت دارد و ۲۱۹ متر بالاتر از سطح دریا واقع شده‌است.